# Wannablessedbe
 (septembre 2012).
Si vous disposez d'ouvrages ou d'articles de référence ou si vous connaissez des sites web de qualité traitant du thème abordé ici, merci de compléter l'article en donnant les références utiles à sa vérifiabilité et en les liant à la section « Notes et références ».
Wannablessedbe est un comic sur l'univers de la série Buffy contre les vampires paru en 2001. Il s'intéresse aux personnages de Willow Rosenberg et Tara Maclay. 
Ce comic book est écrit par Amber Benson, l'interprète de Tara, et Christopher Golden. Il est illustré par Terry Moore et Eric Powell

## Contexte
L'histoire se déroule durant les années universitaires des deux jeunes femmes, probablement après l'épisode 16 de la saison 4 Une revenante, partie 2 et donc durant le crossover avec l'épisode Sanctuaire d'Angel.
Ainsi, Willow & Tara entretiennent une relation ambigüe, sans pour autant être déjà en couple. Elles ont quitté le groupe de sorcières de l'université qui leur a permis de se rencontrer dans Un silence de mort, l'épisode 10 de la saison 4.

## Synopsis
Willow organise un pique-nique avec Tara et elles sèchent un cours d'astronomie. Tara s'inquiète pour Buffy qui est partie voir Angel à Los Angeles, mais la rousse ne veut pas en entendre parler car elle veut uniquement des pensées positives. Elles sont interrompues par une troisième femme, Caitlin Macklin, membre du groupe de magie auquel Willow et Tara se rendait. Elle leur demande si elles sont intéressées par former leur propre groupe de magie, à trois, pour faire de la vraie magie. Willow & Tara refusent, en mentant : elles disent ne plus faire de magie.
Le soir, Alex, Anya et Willow se retrouvent au Bronze. Ils y croisent Kelly, que Willow décrit à Alex comme "la leader flippante du groupe de sorcière". Elle en profite pour critiquer Caitlin qui pense à faire de la vraie magie, ce qui énerve Willow qui l'insulte. Willow se sent dès lors responsable de Caitlin mais Alex lui dit qu'elle n'a pas à jouer les grandes sœurs.
Sur le campus, Caitlin va voir Tara pour faire de la magie avec elle. Tara l'empêche de justesse de prononcer un sort et la traite d'amateur.
Vexée, Caitlin s'enfuit à travers bois et tombe. Le livre de magie qu'elle tient s'ouvre et, pour prouver qu'elle peut faire de la magie elle aussi, elle récite un sort. Mais elle n'est pas assez puissante pour le supporter et elle s'évanouit. Des corbeaux alentour s'envolent et attaquent une autre jeune femme dans une ruelle, en groupe. Le sort a donc fonctionné, la jeune femme est abandonnée, blessée, dans la rue. Un peu plus loin, sur le campus, une seconde jeune femme est attaquée par les mêmes corbeaux. Des racines d'arbres poussent soudainement et la projette dans les airs, retenue par des branches. Les oiseaux la picorent.
Le lendemain, Tara et Willow découvrent avec les autres étudiants ce qui est arrivé à Stacy Barret, du groupe de sorcière : elle est retrouvée morte dans les arbres. Un étudiant dit à un autre qu'il a entendu dire que Kelly, du même groupe, avait également été retrouvée morte dans la rue. Willow s'inquiète car quelqu'un tue les membres du groupe.
Tara et Willow vont voir Caitlin dans sa chambre d'étudiante, qui est en pleurs, consciente de ce qu'elle a fait. Tara lui crie qu'elle est inconsciente. Dans le hall, Willow tente de calmer Tara, mais celle-ci lui explique qu'elle a utilisé un sort invoquant Morrigan pour se venger de tous ceux qu'elle considère comme une menace. Et c'est Morrigan elle-même qui peut choisir les punitions. Caitlin les entend.
Willow tente de contacter Giles, puis Buffy, sans succès. Elle décide donc d'aller prévenir les autres membres du groupe de sorcières. Caitlin remarque alors que Tara et elle se tiennent par la main.. Tara dit à Willow d'être prudente : Morrigan peut changer de forme, elle est dangereuse.
Dans la forêt, Willow découvre un nouveau corps. Elle remarque quelque chose et s'enfuit en courant, revenant sur ses pas. Tara est restée avec Caitlin pour faire des recherches et annuler le sort. La novice lui dit qu'elle veut juste rester avec Willow et elle pour faire de la magie, et prend ensuite la main de TAra. Willow arrive au même moment et prend très mal ce qu'elle voit, Tara se justifie immédiatement, lui explique qu'elles ne faisaient rien, qu'elle allait lui expliquer les dangers de la magie qu'elle pratiquait.
Elles se réconcilient et se rapprochent beaucoup, mais elles doivent retourner aux recherches. Elles cherchent un moyen de se débarrasser rapidement de Morrigan, afin d'éviter qu'elle ne s'en prennent à elles. Caitlin leur propose de l'aide mais Tara & Willow refusent.
Le soir, Caitlin réunit le groupe de sorcières. La majorité ne croit pas à la magie et ne pense pas que ce soit une bonne idée d'être toutes ensemble si quelqu'un essaye de les tuer. Caitlin leur reproche ce manque de croyance mais elles ne s'intéressent pas vraiment à elle. L'une des "sorcières" demandent ce que font Willow et Tara, ce à quoi cette dernière répond qu'elles essayent de leur sauver la vie.
Les deux filles lancent un sort et se retrouvent avec toutes les "sorcières" et Caitlin dans la forêt. Elles sont attaqués par les corbeaux, mais Willow leur lance des sorts et les brûlent. Morrigan se manifeste alors sous la forme d'un immense corbeau. Les filles du groupe sont effrayées, mais Willow et Tara lancent un sort de protection. Finalement, elles parviennent à faire disparaître Morrigan qui devient un tas de plume.
Le lendemain, Tara et Willow organisent un pique-nique avec leurs amis. Willow avoue discrètement à Tara qu'elle a jeté un sort au panier pour qu'il y ait de la nourriture jusqu'à ce qu'ils n'aient plus faim ce qui impressionne Tara.
Caitlin vient leur faire des excuses et leur dit qu'elle arrête la magie. Willow la coupe aussitôt et lui dit qu'elle a du talent, qu'elle devrait continuer. Mais Caitlin arrête la magie pour le moment seulement, car il faudra qu'elle reprenne en tant que nouvelle présidente du groupe de sorcière. Willow et Tara sont d'abord blessées de ne pas avoir été désignées mais elles se retrouvent toutes les deux et ce n'est pas plus mal.

## Écriture et publication
Amber Benson coécrit cet épisode de la vie de son personnage. Ce n'est pas la seule actrice du Buffyverse à s'impliquer autant dans la création de son personnage. Ainsi, Alexis Denisof qui interprète Wesley a également participé à la caractérisation de son rôle.
Il existe un second comic, en deux volumes, centré sur le couple Willow/Tara et coécrit par Amber Benson. Il s'agit de Wilderness qui se déroule cette fois un an plus tard, durant la saison 5.